# دراسینا کامپکت
دراسینا کامپکتیا دراسنا کامپکتا (نام علمی: Dracaena Compacta) نام یک گونه‌ای جنس دراسنا و از خانوادهٔ مارچوبه (Asparagaceae) می‌باشد.
این گیاهان به صورت خودرو در جنگل‌های گرم و مرطوب جنوب شرقی آفریقا رشد می‌کنند. این گیاه یکی از گرانترین گونه‌های دراسنا است؛ و به دلیل رنگ سبز ساقه‌ها و برگ‌ها و فرم خاص قرارگیری برگ‌ها، یکی از گونه‌های محبوب این جنس به شمار می‌آید.
این گونه از دراسنا دارای برگ‌های پهن و کشیده به رنگ سبز تیره می‌باشد. نام این گیاه نیز برگرفته از آرایش قرارگیری برگ‌ها در کنار هم می‌باشد. برگ‌ها به صورت متراکم و دسته‌ای در انتهای شاخه‌ها تشکیل می‌شوند.

## طریقه نگهداری
این گیاهان برای رشد به مکان‌هایی با سایهٔ مناسب و ملایم نیاز دارند. اما با بیشتر انواع آب و هوا سازگار خواهد شد و در محیط خارج خانه و گلخانه در آفتاب کامل نیز رشد خواهد کرد.
به گرمای متوسط و مناسب نیاز دارد. نباید گلدان‌ها را در شرایط سرمای زیاد قرار داد.
به آبیاری منظم و مناسب نیاز دارد. بهتر است خاک رویی در فاصلهٔ بین دو آبیاری خشک گردد (به خصوص در زمستان) و سپس اقدام به آبیاری نمود. می‌توان رطوبت گیاه را با استفاده از مه پاش و اسپری آب بر روی برگ‌های گیاه حفظ نمود.